# Chiesa di San Cristoforo (Vercelli)
La chiesa di San Cristoforo è un luogo di culto cattolico di Vercelli, edificato nel 1515 per iniziativa dell'Ordine degli Umiliati dopo l'abbattimento di una chiesa preesistente che risaliva al secolo XII.

## Descrizione
La facciata è in stile rinascimentale, suddivisa da lesene doriche e da cornici; nel Settecento essa subì significative modifiche.
L'interno della chiesa è suddiviso in tre navate concluse dal transetto sul quale si erge la cupola, ricavata all'interno di un tiburio ottagonale visibile dall'esterno. Un'ampia balaustra in marmo policromo, realizzata su disegno di Filippo Juvarra, divide la parte riservata ai fedeli dalla zona presbiteriale.
La chiesa di San Cristoforo merita un posto particolare nella storia dell'arte per le opere di Gaudenzio Ferrari che vi sono conservate, opere che furono eseguite tra il 1529 ed il 1534 e che rappresentano uno dei punti più alti della produzione pittorica dell'artista di Valduggia.
Le navate, la cupola e l'abside centrale furono decorate nel 700 in stile barocchetto, quando la chiesa era officiata dai Barnabiti, dai quadraturisti Giacomo Antonio e Antonio Francesco Giovannini da varese, mentre Francesco Maria Bianchi da Velate affrescò la Gloria di san Cristoforo e la Gloria dell'Ordine dei Barnabiti, sulle volte e Virtù nei pennacchi della cupola. 

## I dipinti di Gaudenzio Ferrari
Nel 1529 venne stipulato un contratto in cui Gaudenzio Ferrari si impegnava ad eseguire, assieme ad altre tavole minori, una pala lignea da porre sulla parete di fondo dell'abside; con lo stesso contratto egli e si impegnava altresì ad affrescare l'intero presbiterio. Garantiva per lui Gerolamo Giovenone, pittore ormai affermato che teneva bottega a Vercelli. Non tutto quanto previsto dal contratto fu realizzato, ma l'insieme delle opere eseguite dal Ferrari formano un complesso notevole. Trasferitosi a Vercelli per eseguire i lavori nella chiesa, egli vi lavorò, sia pure non ininterrottamente, per circa cinque anni.

### La Madonna degli aranci

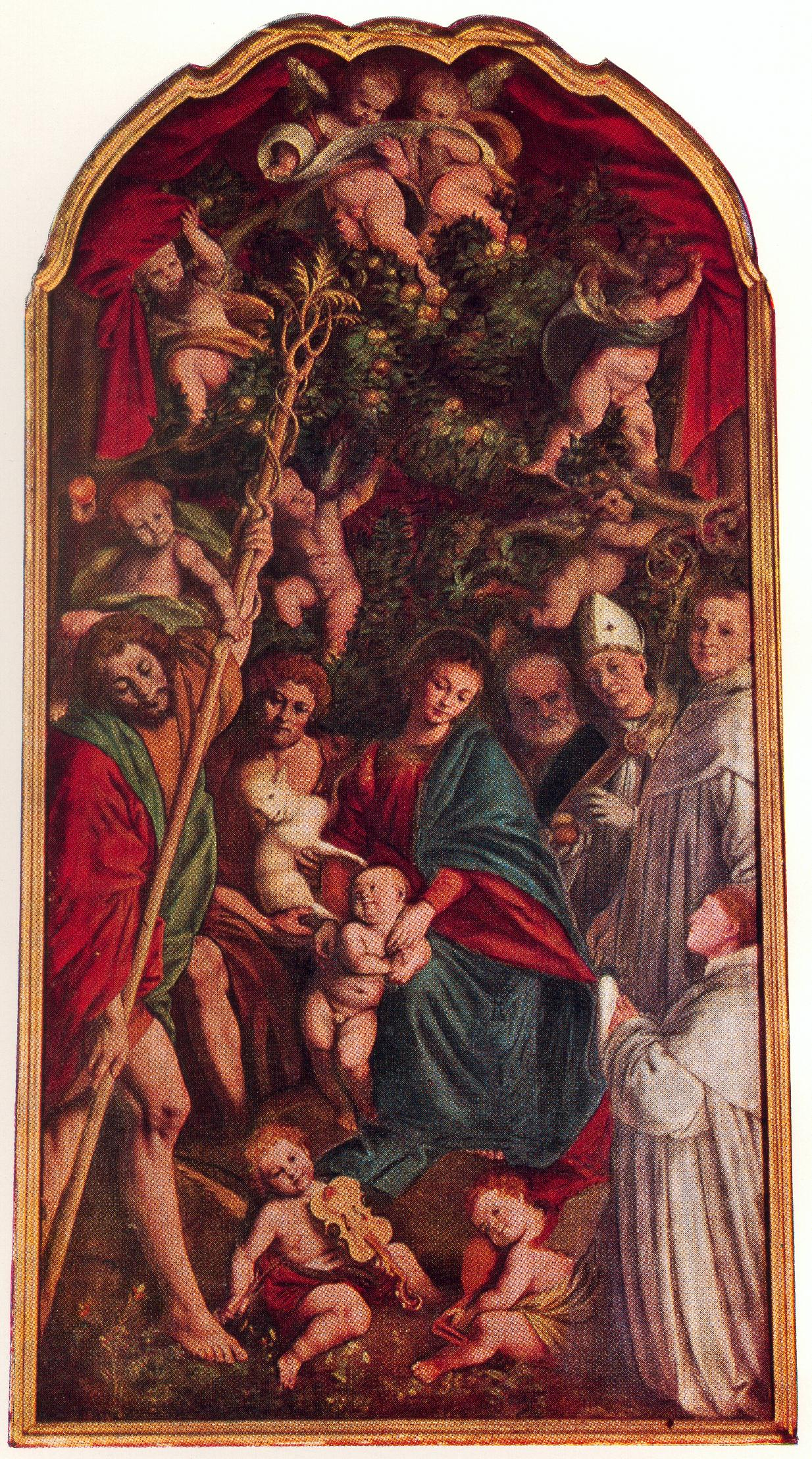
Madonna degli aranci

La grande ancona, olio su tavola, che si trova nell'abside raffigura la Madonna col Bambino e San Giuseppe circondati - in un efficace equilibrio compositivo  - dai santi Cristoforo, Giovanni Battista, Nicola da Bari e due religiosi con il saio bianco tipico degli Umiliati (si suppone trattarsi del beato Orico e di Nicolino Corradi di Lignana, l'edificatore della chiesa). La dolcezza dello sguardo della Madonna e la sua stessa postura mostrano influenze leonardesche. Nell'aura di serena beatitudine che pervade la scena, due vispi angeli, posti ai piedi del gruppo, si preparano a far musica con i loro strumenti a corde, un liuto ed un violino (forse si tratta della prima rappresentazione pittorica di tale strumento, fatto che testimonia la cultura musicale di Gaudenzio). 

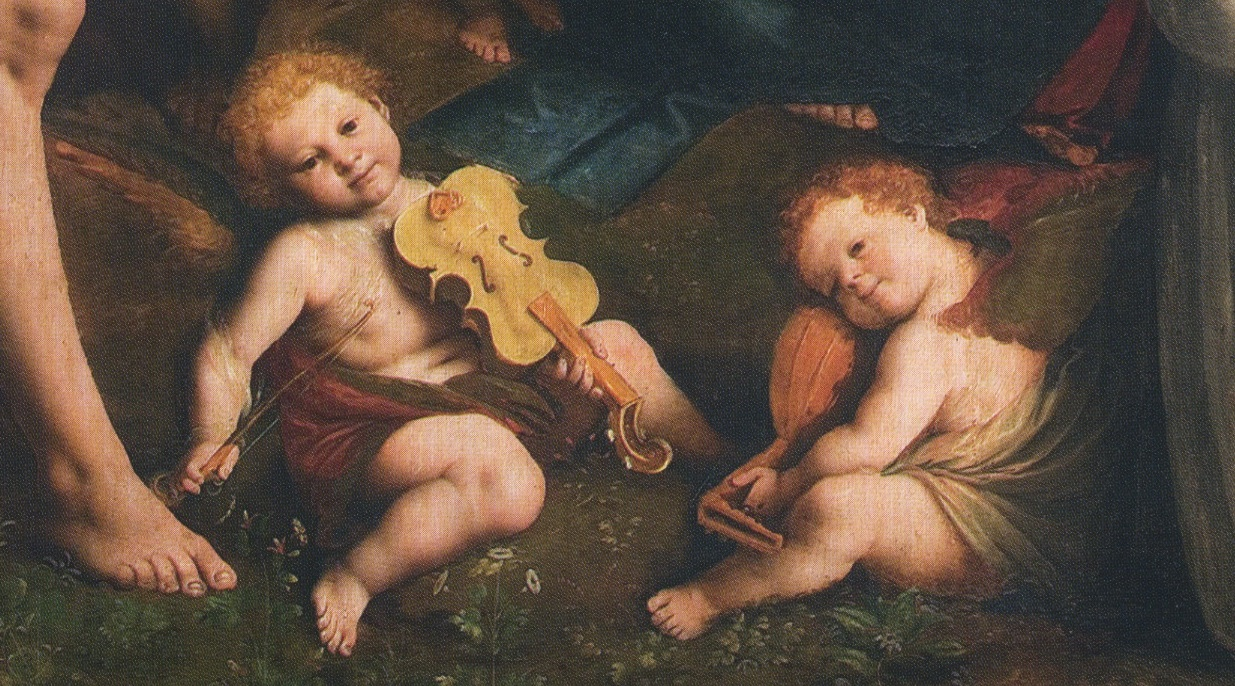
Angeli musicanti, particolare della Madonna degli aranci

Il problema dello sfondo è risolto attraverso un folto intreccio dei rami di un melo; la cura naturalistica con la quale vengono dipinti i frutti (una varietà di mele coltivata in Valsesia) rende difficile da comprendere come si sia arrivati a designare la pala con il titolo di Madonna degli aranci (che tuttora conserva). La diagonale segnata dal ramo fiorito di palma a cui si appoggia un gigantesco San Cristoforo, conduce lo sguardo dello spettatore verso il cielo dove altri angeli fanno da contrappunto alla scena: due di essi scostano il drappo rosso per rendere visibile l'intera rappresentazione sacra.
Simone Baiocco e Paola Manchinu, per sottolineare la prorompente novità che la pala apporta al rinascimento piemontese, così scrivono:
(S. Baiocco, P. Manchinu, Arte in Piemonte. Il Rinascimento, 2004)

### LaCappella della Maddalena

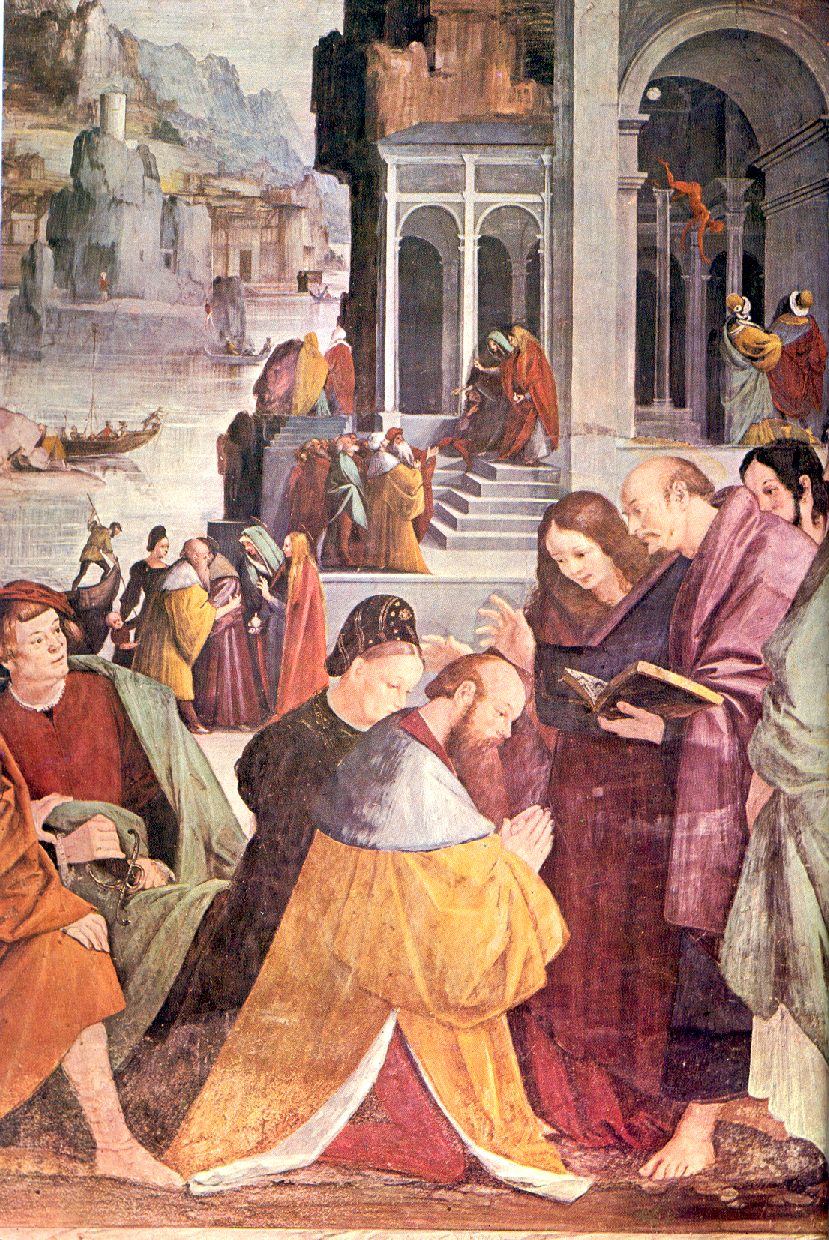
Gaudenzio Ferrari, Battesimo dei principi di Marsiglia, ante 1533

Nel transetto destro, si trovano gli affreschi della Cappella della Maddalena eseguiti da Gaudenzio per incarico di Giovanni Angelo dei Corradi di Lignana e completati nel 1533, come ricorda una lapide posta nella cappella. La parete affrescata narra le storie di Maria Maddalena; un angelo che regge una targa avverte lo spettatore che le vicende raffigurate ricalcano il racconto agiografico contenuto nella "Legenda Aurea" di Jacopo da Varagine.
Gaudenzio dimostra qui di aver meditato sul Trattato della pittura di Leonardo e di voler, almeno parzialmente, prendere le distanze dalla tradizionale impaginazione degli episodi di una storia svolta attraverso riquadri affiancati e sovrapposti, cosa che nel giudizio del grande pittore toscano era "opra da fuggire" a vantaggio della formula "un muro, uno spazio, una scena". Gaudenzio impagina le complesse vicende della vita della santa di Magdala, utilizzando ancora quattro grandi riquadri che, canonicamente, devono essere osservati da sinistra a destra e dall'altro verso al basso; tuttavia, all'interno di tali riquadri si combinano tra loro, attraverso rimandi prospettici, eventi cronologicamente diversi, oppure si giustappongono alla scena principale altri episodi della vita della santa, visti come attraverso finestre che si aprono all'esterno.
Si mostrano in tal modo allo spettatore i seguenti episodi:
- La Predica di Cristo, con il Messia che si rivolge – all'interno di una chiesa rinascimentale che rinvia alla originale struttura di San Cristoforo - agli Apostoli e ad un gruppo di fedeli tra i quali si distinguono la Maddalena ed altre figure femminili raffigurate in assorto ascolto delle sue parole, in accordo con quanto afferma il Vangelo di Luca (8,2 – 5)
- La Cena in casa di Simone, con una Maddalena prostrata sotto il tavolo, intenta ad asciugare con i capelli i piedi di Gesù (singolare è la somiglianza con un'analoga rappresentazione utilizzata dal Romanino a Brescia); nella parete di fondo della sala in cui il fariseo Simone banchetta assieme ai suoi commensali, si aprono due piccoli riguardi, dipinti con tratti veloci, che sottolineano altri episodi della vita della santa: la Scoperta del sepolcro vuoto di Cristo ed il Noli me tangere;
- Il Battesimo dei principi di Marsiglia, che si svolge in accordo con la tradizionale credenza sull'opera di evangelizzazione compiuta dalla santa (assieme alla sorella Marta ed il fratello Lazzaro) in terra di Provenza: in primo piano è raffigurato il battesimo, per mano di Lazzaro, dei principi locali. Un'antica congettura sulle figure dei due astanti posti alle spalle dei principi vuole che esse siano i ritratti di Gaudenzio e del suo giovane allievo, Bernardino Lanino;
- L'Ascensione della Maddalena che, secondo una diffusa tradizione iconografica, sale al cielo vestita solo dei suoi biondi e lunghissimi capelli.

Un cartiglio del 1704 spiega il motivo per cui la figura dell'Ascensione, ma anche altre parti degli affreschi della cappella, presentano menomazioni di non poco conto: si tratta dei cannoneggiamenti subìti dalla chiesa nel corso dei conflitti bellici che avevano posto Vercelli sotto assedio. Saggia fu, per quel tempo, la decisione di non procedere a rifacimenti sconsiderati.
L'affresco delle vicende della Maddalena ambientate nel surreale paesaggio del porto di Marsiglia, rappresenta uno dei punti più alti della pittura di Gaudenzio Ferrari.
(M. Guilla, Gaudenzio Ferrari in San Cristoforo, A.P.T. di Vercelli, 1996)

#### LaCrocifissione
Sulla parete di fianco alla precedente una grandiosa Crocifissione completa – come scena di più intensa tensione drammatica - il ciclo di affreschi dedicati alla Maddalena. Ferrari si trova qui a dover utilizzare uno spazio pittorico che si sviluppa prevalentemente in verticale, restringendo necessariamente il campo in cui raffigurare i tanti personaggi che assistono al supplizio del Messia: l'esito è quanto mai felice. Lo sguardo dello spettatore si sofferma dapprima sull'affollata scena che si svolge in basso, osservando in sequenza lo statuario gruppo delle pie donne (ove evidenti sono i rimandi scena analoga dipinta sulla grande parete di Varallo), poi le figure equestri di Longino con gli altri cavalieri romani, ed il gruppo dei soldati che si giocano ai dadi la tunica di Gesù. Di qui lo sguardo dello spettatore, seguendo quello della Maddalena che grida il suo dolore inginocchiata ai piedi della croce e seguendo la direzione delle lunghe lance che vanno a trafiggere il corpo di Cristo, si volge in alto alle figure del Cristo e dei ladroni ed a quelle dei delicatissimi angeli che fanno da corona al tragico evento.

### LaCappella della Beata Vergine

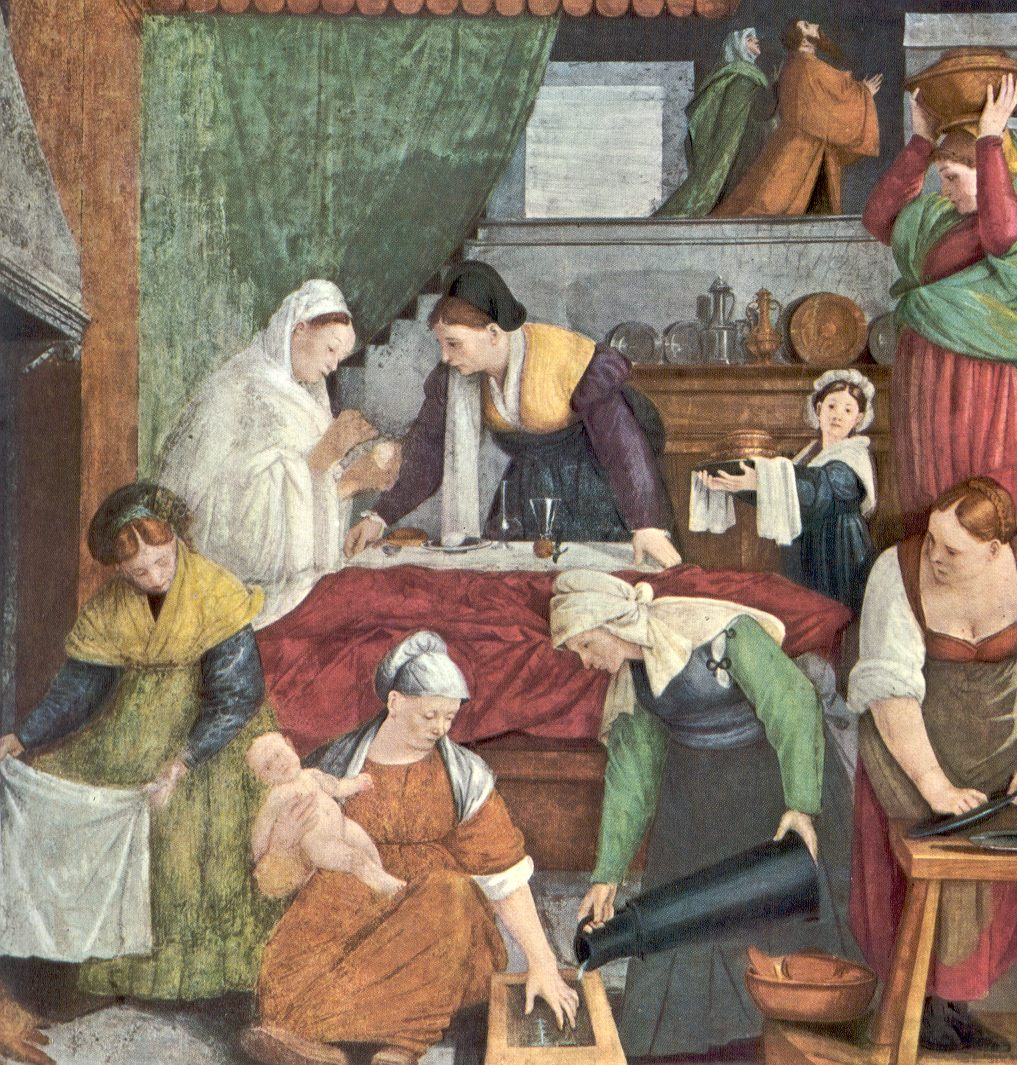
Gaudenzio Ferrari, Natività della Vergine, 1533-1534

Passando nella parte opposta del transetto, una scritta avverte lo spettatore che Il Reverendo Signore Frate Andrea dei Corradi di Lignana, preposto di questa chiesa, della religione degli Umiliati, fece fare questa cappella nel 1534 mentre era vivente.
Si tratta di una cappella simmetrica a quella della Maddalena; gli affreschi hanno la stessa impaginazione. Il ciclo che Gaudenzio qui raffigura è quello della Vita della Vergine.
I quattro grandi riquadri della parete maggiore si dispongono, anche in questo caso, attorno a una finestra sormontata da una sibilla che svolge un lungo ed intricato cartiglio, mentre sotto di essa, la figura dell'angelo che regge una targa esplicativa, viene sostituita con una scena in cui si vedono inginocchiate due donne offerenti, vestite a lutto ed accompagnate dai loro santi protettori (si tratta di due nobildonne della famiglia Corradi di Lignana con i santi Caterina e Nicola).
- Il primo riquadro in alto a sinistra propone, in un ambiente che doveva essere quello tipico della crescente borghesia cittadina, la scena della Nascita della Vergine. Essa raffigura il gran daffare di balie prosperose e di ancelle intente a rifocillare con un ovetto fresco una pallida Sant'Anna o a controllare la temperatura dell'acqua per il bagnetto della neonata.
- Un secondo riquadro mostra lo Sposalizio della Vergine: l'impianto geometrico della scena - con un sacerdote dalla lunghissima barba bianca che congiunge le mani degli sposi per lo scambio degli anelli, con i pretendenti delusi che spezzano le verghe che non sono fiorite e con le amiche dall'aria un po' sussiegosa – rimandano alle analoghe raffigurazioni del Perugino e di Raffaello. Il volto luminoso di Maria, pieno d'incanto giovanile, è un tratto di grande poesia. Un'ardita architettura sullo sfondo serve a giustapporre alla scena nuziale, un precedente episodio della vita della Vergine, quello della Presentazione al Tempio.
- In basso a sinistra è raffigurata un'Adorazione dei pastori ove, ancora una volta, la statuaria rappresentazione dei protagonisti della scena mostra quanto profonda sia l'impronta del lavoro che il Gaudenzio plasticatore aveva realizzato al Sacro Monte di Varallo. Nelle architetture di sfondo, tratteggiate con colpi rapidi di pennello, trovano spazio gli episodi dell'Annunciazione e della Visitazione.
- L'ultimo riquadro è quello dell'Adorazione dei Magi; in esso è la eleganza del corteo che accompagna a Betlemme i tre re orientali ad attrarre l'attenzione dello spettatore, quasi una rappresentazione dello sfarzo delle corti rinascimentali. Campeggiano ricchi abbigliamenti, bianchi destrieri ed un corredo variopinto di servitori (tra essi incontriamo, accanto a Melchiorre, la figura di un nano dal volto sconsolato). Anche le due donne offerenti, vestite di nero, poste fuori dal riquadro, si inginocchiano verso il Bambino, partecipi dell'evento.

#### Galleria d'immagini della Cappella della Beata Vergine

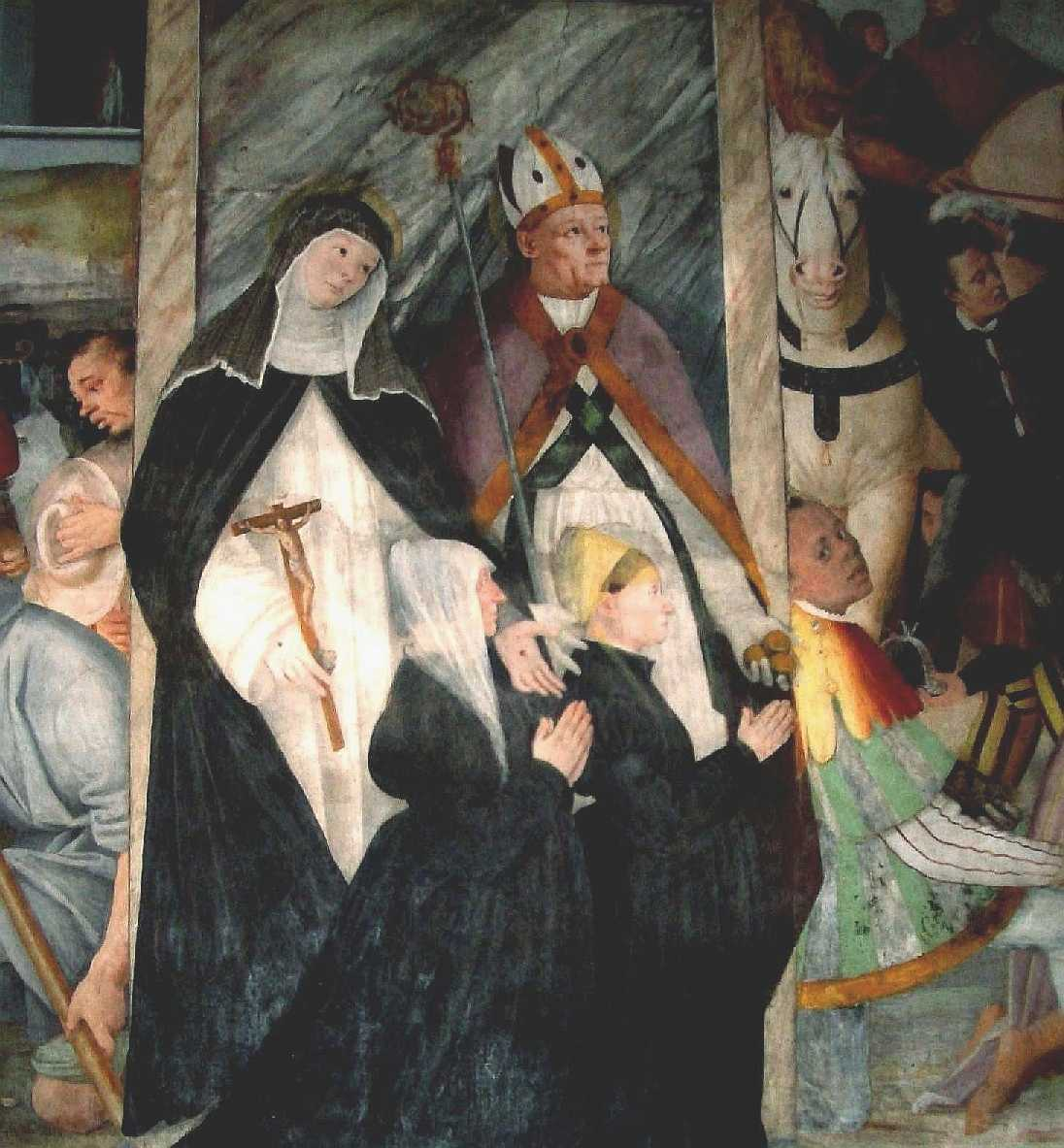
G. Ferrari,Due nobildonne in preghiera con Santa Caterina e San Nicola
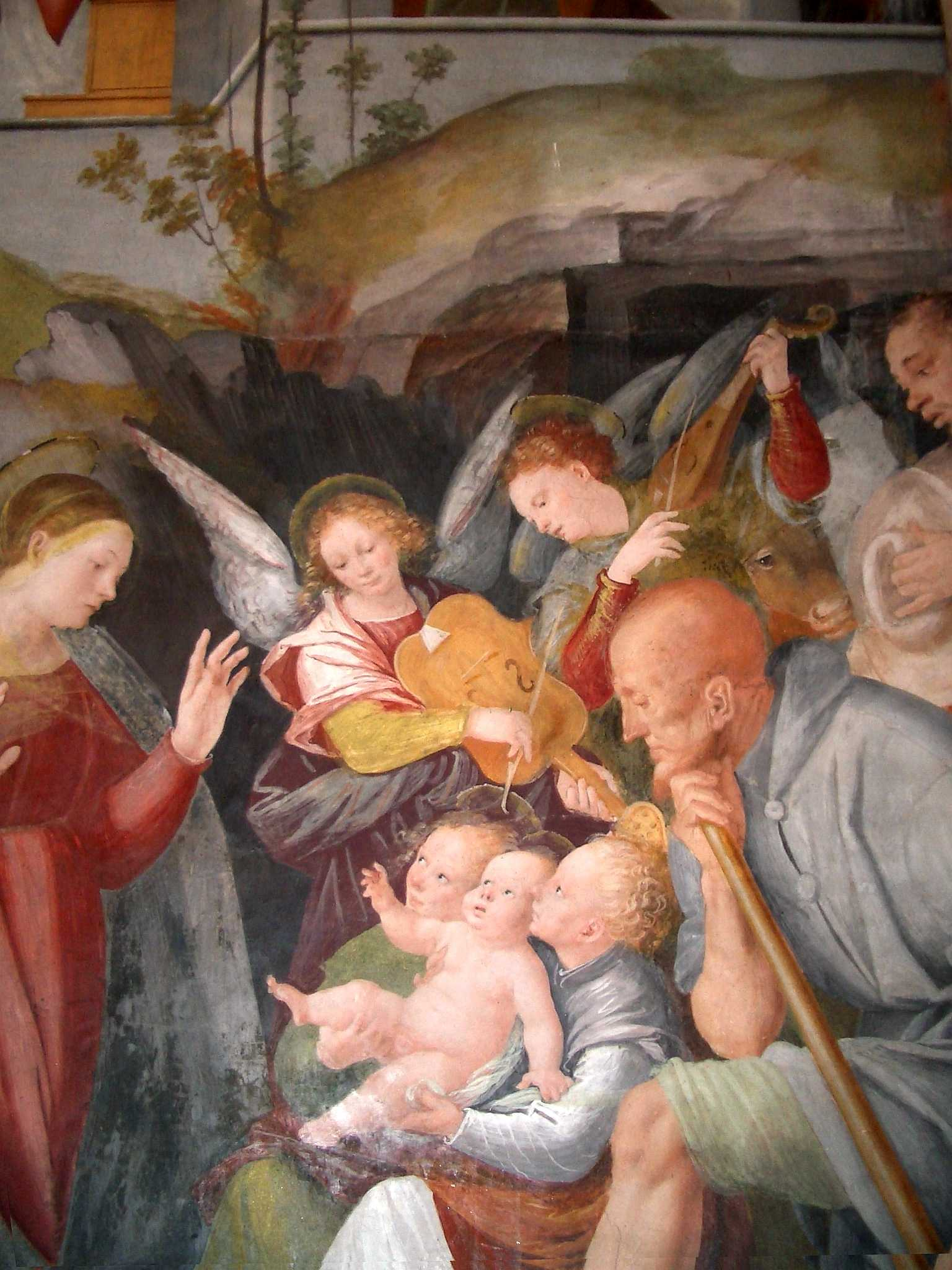
G. Ferrari, Adorazione dei pastori, particolare
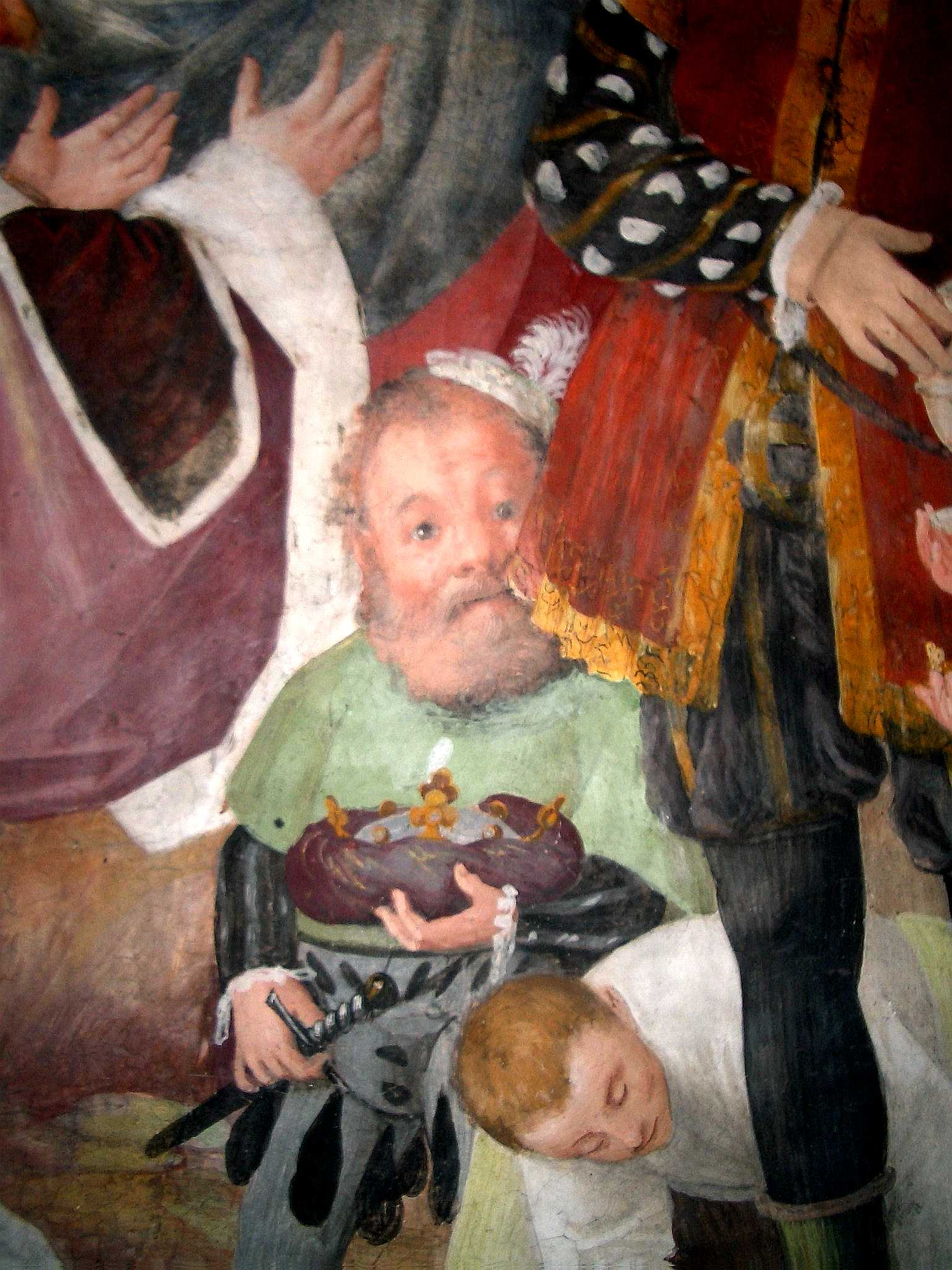
G. Ferrari, Adorazione dei Magi, particolare

#### L'Assunzione della Vergine
Come per la cappella della Maddalena, un affresco più grande che occupa una delle pareti della cappella ed esprime il punto di più elevata tensione ideale del ciclo: l'Assunzione della Vergine.
La composizione della scena - come per la Crocifissione della cappella simmetrica - si snoda su due piani, quello terreno e quello celeste. Nel primo è raffigurato il gruppo degli Apostoli sopraffatti dallo stupore per l'evento miracoloso, con al centro un San Tommaso al quale un angelo porge la cintura della Vergine, in modo che i suoi dubbi vengano fugati.
Le braccia levate degli Apostoli invitano lo spettatore a volgere lo sguardo verso Vergine trasportata in cielo da un nugolo vivace di angeli ed incoronata da Dio Padre.
(M. Guilla, Gaudenzio Ferrari in San Cristoforo, A.P.T. di Vercelli, 1996)

#### Il fregio a grottesche
Un'attenzione non fugace meritano le grandi fasce decorative poste sopra gli affreschi: esse sono realizzate, con sorprendente fantasia, a grottesche monocrome secondo il gusto in quegli anni imperante. Sono anch'esse opera di Gaudenzio Ferrari con la sua bottega.
Osservandoli si può constatare il fondamento dei giudizi espressi da Giovanni Paolo Lomazzo nel suo Trattato dell'arte della pittura, scoltura et architettura  del 1584 sull'arte di decorare a grottesche (che egli chiama "rebeschi")